# Carlos López
Carlos López de Silanes (Città del Messico, 18 aprile 1970) è un ex calciatore messicano, di ruolo difensore.

## Carriera
Con la Nazionale messicana ha preso parte ai Giochi Olimpici del 1992.